# Andrena carinigena
Andrena carinigena är en biart som beskrevs av Wu 1982. Andrena carinigena ingår i släktet sandbin, och familjen grävbin. Inga underarter finns listade i Catalogue of Life.